# Štednja
Štednja je čuvanje materijalnih dobara ili novca. Provodi se odgađanjem odnosno ograničavanjem potrošnje za određeno vrijeme ili tako što se čuvaju dobra od beskorisnog ili društveno manje korisnog trošenja u odnosu na druge potrebe. Veliko ekonomsko značenje ima štednja sredstava za rad, predmeta rada i radne snage. 
Razlikujemo materijalnu, novčanu, individualnu, kolektivnu, dobrovoljnu i prisilnu štednju. Zbog njena velikog značenja za društvo svaka zemlja vodi brigu o štednji, osniva za to posebne ustanove, različitim mjerama potiče stanovništvo da štedi i brine se da uštede budu racionalno iskorištene. Osobito je rasprostranjena štednja novca, i to redovito ulaganjem novca u štedne ustanove, banke ili poštanske štedionice. Za tu svrhu štedne ustanove izdaju posebne štedne knjižice. Gomilanjem mnogobrojnih sitnih štednih uloga prikupljaju se velika novčana sredstva, koja se mogu iskoristiti za postizanje krupnik ekonomskih ili drugih društvenih ciljeva. 
Godine 1924. u Milanu osnovan je Međunarodni institut za štednju. Istodobno je uveden i Svjetski dan štednje (31. listopada), kada se osobito zapaža propaganda štednje preko najrazličitijih sredstava javnog komuniciranja, dodjeljuju se štedišama različite nagrade i sl. U makroekonomskom smislu štednja se može poistovjetiti s akumulacijom.

## Štednja u uvjetima inflacije
U uvjetima visoke inflacije građani i poduzeća nisu zainteresirani za štednju pošto svaki dan mogu dobiti sve manje robe za istu količinu novca. Zbog toga nastoje što prije potrošiti novac, ili ga promijeniti u stranu valutu, što dovodi do povećanja obrtaja novca, čime se stopa inflacije dodatno povećava. Kako bi se to spriječilo potrebno je kamatu na štednju povećati iznad stope inflacije kako bi se povećala motiviranost za štednju čime se smanjuje broj obrtaja novca što smanjuje inflaciju i stabilizira privredu. 

## Štednja u uvjetima deflacije
U uvjetima kad cijene roba padaju interes za štednju se naglo povećava pošto građani i poduzeća očekuju kako će odgođenom kupnjom moći s manjom količinom novca kupiti više robe. To se zove paradoks štednje i vrlo je štetan pošto smanjuje broj obrtaja novca, povećava deflaciju, smanjuje potražnju za robama, smanjuje prodaju i proizvodnju što dovodi do smanjenja dohotka stanovništva i povećava stopu nezaposlenost, a sve zajedno može izazvati tešku privrednu krizu.   Kako bi se to spriječilo u uvjetima deflacije kamate na štednju treba što više smanjiti kako bi se smanjila motivacija za štednju.  Države sa stabilnom valutom u tom cilju imaju čak i porez na kamate, a izuzetak od tog poreza opravdan je samo za namjensku štednju kao što je štednja za kupnju kuća, školovanje djece i sl. Kako bi se smanjila štednja u uvjetima deflacije moguće je poticati štediše na ulaganja u osnivanja poduzeća, kupnju dionica, ili kupovinu trajnih dobara što je također štednja u obliku materijalne imovine.

## Vanjske poveznice
Osnove globalnog gospodarstva,   autor Tihomir Čuljak  Arhivirana inačica izvorne stranice od 30. srpnja 2013. (Wayback Machine)